# Bryndza

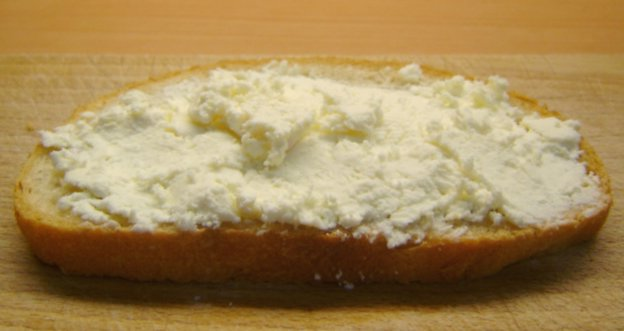
Chleb z bryndzą

Bryndza – miękki podpuszczkowy ser produkowany z owczego mleka w Polsce, Ukrainie,
Słowacji, Rumunii, Austrii, Czechach.
Otrzymany z owczego mleka bundz kruszy się i pozostawia w cieple przez około 2 tygodnie (do dojrzenia pod wpływem enzymów wydzielanych przez pleśń Oidium lactis). Jest to tradycyjny sposób otrzymywania bryndzy. Obecnie w zakładach mleczarskich produkowane są także odmiany bryndzy z mieszanek mleka krowiego i owczego, z dodatkami smakowymi itp.
Bryndza ma intensywny, relatywnie słony smak. Zawiera około 45% suchej masy, 50% wody i 2–3% soli.
Słowo „bryndza” pochodzi z języka wołoskiego (por. rum. brânză „ser”). Pierwsze informacje o bryndzy podhalańskiej pojawiły się w XVI wieku.